# Rent-An-Elf: Die Weihnachtsplaner
Rent-An-Elf: Die Weihnachtsplaner (Originaltitel Rent-an-Elf) ist ein US-amerikanischer Liebesfernsehfilm aus dem Jahr 2018 von Nick Lyon.

## Handlung
Liam und sein Sohn Nathan sehen der Weihnachtszeit entgegen. Das weckt böse Erinnerungen, da Liam letztes Weihnachten von seiner Frau Jojo verlassen wurde. Dies hat der gemeinsame Sohn Nathan bisher nicht verarbeiten können. Daher beschließt er die Veranstaltungsplanungs-Unternehmerin Ava zu engagieren, die ein Jahr zuvor die damalige Firmen-Weihnachtsfeier organisierte. Gerne lässt sich Ava mit ihrer Firma „Rent-an-Elf“ und ihren beiden Angestellten Sahara und Jimmy auf den Auftrag ein. Allerdings verfolgt Ava auch eigene Pläne. So hegt sie seit ihrer ersten Begegnung mit Liam Gefühle für diesen und hofft, sich ihm nähern zu können.
Wider Erwarten der drei taucht urplötzlich Jojo wieder im Hause auf. Sie entschuldigt sich für ihr Verhalten von damals und ist gewillt, die Dinge wieder in Ordnung zu bringen. Ava beschließt das Familienglück über ihr eigenes Glück zu stellen und will Liam und Jojo wieder zusammenbringen. Trotz gegenseitiger Gefühle, die bereits zwischen Liam und Ava herrschen, ist sie gewillt, der Familie das schönste Weihnachtsfest ihres Lebens zu bescheren, hofft allerdings insgeheim auf ein persönliches Weihnachtswunder.

## Hintergrund

### Produktion
Der Film wurde von Not a King Entertainment und The Asylum produziert. Die Rolle des Nathan wird abwechselnd von den Zwillingen Yohance und Zakai Biagas Bey dargestellt.

### Veröffentlichung
Der Film feierte seine Premiere am 8. Dezember 2018 auf Ion Television. In Deutschland erschien der Film am 21. November 2019.

## Rezeption
„Triviale Weihnachtskomödie mit wenigen gelungenen Einfällen und Darstellern, die kaum gefordert werden. Auch die seelischen Dramen innerhalb der Familie werden denkbar schlicht abgehandelt.“

„Klischeehafte Figuren, überraschender Witz.“

Shepard Fitzsimmons gibt in seiner Review für Fits of Fury zu, dass er Kim Shaw und Sean Patrick Thomas nicht als Idealbesetzung sieht und er Zeit gebraucht habe, um sich an die beiden zu gewöhnen, und die Chemie zwischen den beiden Hauptdarstellern nicht stimme. Dennoch findet er die beiden sympathisch. Auch bemängelt er einige Logiklöcher in der Handlung: Er verstehe nicht, wie Ava den „profitabelsten Monat“ verbringt, da sie sich nur um Liam und dessen Sohn sorgt. Auch kann er nicht verstehen, wieso es damals zur Ehe zwischen Liam und Jojo gekommen sein kann, die absolut grundverschieden sind. Final gibt er zu verstehen, dass der Zuschauer nichts verpassen würde, falls er sich etwas anderes anschauen würde.
Der Film hat aufgrund zu weniger Wertung auf Rotten Tomatoes keine Bewertung. In der Internet Movie Database hat der Film bei über 500 Stimmenabgaben eine Wertung von 5,5 von 10,0 möglichen Sternen (Stand: Dezember 2023).